# Mattias Sahlström
Erik Mattias Torsten Sahlström, född 12 februari 1968, är en svensk, före detta, basketspelare. Han har spelat 225 landslagsmatcher med Sveriges herrlandslag i basket. Sahlström har varit proffs i Grekland, Italien och Frankrike. Han har spelat i New Wave Sharks och Solna Vikings och vunnit fyra SM-guld. Han är 208 cm lång.
Sahlström håller basketläger på höstloven, sportloven och sommarloven, kallade "Sahlströmcamp", i Solnahallen. Han är gift och har tre barn.

### Fotnoter
1. ↑  ”Mattias Sahlström, Eurobasket.com”. Eurobasket.com. http://www.eurobasket.com/player.asp?Cntry=SWE&PlayerID=7054. Läst 27 januari 2013.

### Webbkällor
- Sahlström Camps
- Mattias Sahlström Summer Camp